# Sollicitudo rei socialis
Sollicitudo rei socialis (łac. Troska społeczna) – encyklika społeczna papieża Jana Pawła II ogłoszona 30 grudnia 1987.
Wydana w 20. rocznicę encykliki Pawła VI Populorum progressio, szczególnie doniosła wobec przemian politycznych lat 80. XX w.
Podzielona na rozdziały: 
- Wprowadzenie,
- Nowość encykliki Populorum progressio,
- Panorama świata współczesnego,
- Prawdziwy rozwój ludzki,
- Odczytywanie aktualnych problemów w świetle teologii,
- Niektóre wskazania szczegółowe,
- Zakończenie.

We wprowadzeniu podkreślono znaczenie troski Kościoła o rozwój świata, przypomniana została przełomowość encykliki Populorum progressio. Według encykliki nauczanie Kościoła w kwestii społecznej jest niezmienne, a świat w przededniu nowego tysiąclecia znalazł się w obliczu wielu nowych niebezpieczeństw. Na uwagę zasługuje sceptycyzm autora encykliki – rozwój ludów jest daleki od doskonałości, problemy aktualne w latach 60. są nadal aktualne. W zmieniającym się świecie drogowskazem ma być Ewangelia.
W rozdziale drugim podkreślono przełomowe znaczenie Populorum progressio, aktualność problemów w niej zasygnalizowanych. Zarysowano konieczność solidarności narodów w obliczu globalnych problemów. Przypomniano także dotychczasowe pisma papieskie w kwestiach społecznych (Leon XIII, Jan XXIII). Raz jeszcze poglądy papieża okazały się mocno pesymistyczne - liczba krajów rozwijających się wciąż wysoka, rozwój wolniejszy niż przypuszczano, wielkim niebezpieczeństwem jest wciąż wojna.
W rozdziale trzecim w gruntowny sposób przeanalizowana została sytuacja światowa: procesy dekolonizacji, nędza, konflikty, niedostateczne tempo rozwoju. Wskazano na bardzo dużą nierównowagę w rozwoju i zamożności poszczególnych społeczeństw (istnienie „trzeciego” i „czwartego świata”). Analizie poddano zjawiska szczegółowe jak bezrobocie, czy głód mieszkaniowy, zajęto się także kwestiami fundamentalnymi jak nieskuteczność działań zmierzających do konwergencji i inicjatyw podejmowanych przez ONZ. Przytoczona zostaje wcześniejsza wypowiedź Jana Pawła II: Chrześcijaństwo zabrania (...) uciekania się do nienawiści, mordowania bezbronnych, do metody terroryzmu.
W rozdziale czwartym zostało zaobserwowane, że rozwój społeczeństw przebiega w sposób nielinearny, nie istnieją obiektywne konieczności, światem nie rządzą także niezmienne stałe ekonomiczne. Zwrócono uwagę na niebezpieczeństwa wynikające z nadmiernej eksploatacji zasobów i pędu ku zwiększonej konsumpcji. Akceptując prawo narodów do nieskrępowanego rozwoju, encyklika krytykuje rozwój za wszelką cenę - zwraca uwagę na aspekt personalistyczny, w którym rozwój dokonuje się dla dobra człowieka. W stosunkach międzynarodowych zaleca poszanowanie między narodami. Akceptując konieczność przekształcania środowiska (wywiedzioną z Biblii – i czyńcie sobie ziemię poddaną), zwraca uwagę na poszanowanie przyrody i nieodnawialność części jej zasobów.
Rozdział piąty zajmuje się kwestiami teologicznymi: zagadnieniem sprawiedliwości zachłanności ludzkiej. Dużą rolę przyznaje nauce, akcentując jednakże niezbędność związania jej z wiarą. Analizując kwestię grzechu omawia też zagadnienie krótkowzroczności, pazerności i błędów rządzących. Podnosi natomiast znaczenie cnoty solidarności społecznej.
W rozdziale szóstym stwierdza, że Kościół nie posiada bezpośredniego wpływu na proces rozwoju, chętnie posługuje się jednak nauką społeczną, analizuje też stronę moralną procesu, starając się by urzeczywistniał ideę sprawiedliwości. Akcentuje konieczność dostosowania nauki Kościoła do obecnej rzeczywistości – co zawarte zostało już dokumentach z prac Soboru Watykańskiego II. Bardzo dużą rolę przypisano walce z biedą, która według encykliki ma charakter strukturalny. Apeluje do solidarności z krajami biednymi i pomocy w wyciągnięciu się z ubóstwa. Dostrzega dyskryminację krajów rozwijających się przez światowy system finansowy i trudności z dostosowaniem się. Wzywa do wspólnej walki z głodem. Na koniec zachęca do zrzeszania się i współpracy.
W zakończeniu – dostrzega dążenie narodów do wyzwolenia. Natomiast ostrej krytyce poddany zostaje ruch teologii wyzwolenia. Pomimo uznania dla pragnienia wolności, krytyce poddane zostało dążenie do wolności ekonomicznej za wszelką cenę – prowadzącej do faktycznego zniewolenia. Encyklika zawiera też pewne wątki optymistyczne – istnieje możliwość przezwyciężenia trudności, nie należy także poddawać się zniechęceniu czy bierności. Encyklika zawiera apel o działanie i solidarność oraz wątki ekumeniczne (dialog z judaizmem i Islamem).